# MRPS28
MRPS28 (англ. Mitochondrial ribosomal protein S28) – білок, який кодується однойменним геном, розташованим у людей на короткому плечі 8-ї хромосоми. Довжина поліпептидного ланцюга білка становить 187 амінокислот, а молекулярна маса — 20 843.
| 10         |  | 20         |  | 30         |  | 40         |  | 50         |
| ---------- |  | ---------- |  | ---------- |  | ---------- |  | ---------- |
| MAALCRTRAV |  | AAESHFLRVF |  | LFFRPFRGVG |  | TESGSESGSS |  | NAKEPKTRAG |
| GFASALERHS |  | ELLQKVEPLQ |  | KGSPKNVESF |  | ASMLRHSPLT |  | QMGPAKDKLV |
| IGRIFHIVEN |  | DLYIDFGGKF |  | HCVCRRPEVD |  | GEKYQKGTRV |  | RLRLLDLELT |
| SRFLGATTDT |  | TVLEANAVLL |  | GIQESKDSRS |  | KEEHHEK    |  |            |

A: Аланін

C: Цистеїн

D: Аспарагінова кислота

E: Глутамінова кислота

F: Фенілаланін

G: Гліцин

H: Гістидин

I: Ізолейцин

K: Лізин

L: Лейцин

M: Метіонін

N: Аспарагін

P: Пролін

Q: Глутамін

R: Аргінін

S: Серин

T: Треонін

V: Валін

Кодований геном білок за функціями належить до рибонуклеопротеїнів, рибосомних білків, фосфопротеїнів. 
Задіяний у такому біологічному процесі, як ацетилювання. 
Локалізований у мітохондрії.